# Soul Eater Evans
Soul Evans (ソウル・エヴァンス?, Souru Evansu), chiamato anche Soul Eater Evans (ソウル＝イーター・エヴァンス?, Souru=Ītā Evansu) o più comunemente soltanto "Soul" (ソウル?, Souru), è il protagonista maschile della serie manga e anime Soul Eater di Atsushi Ohkubo. È l'arma demoniaca di tipo falce utilizzata da Maka Albarn, sua partner con la quale condivide la casa.

## Il personaggio

### Aspetto

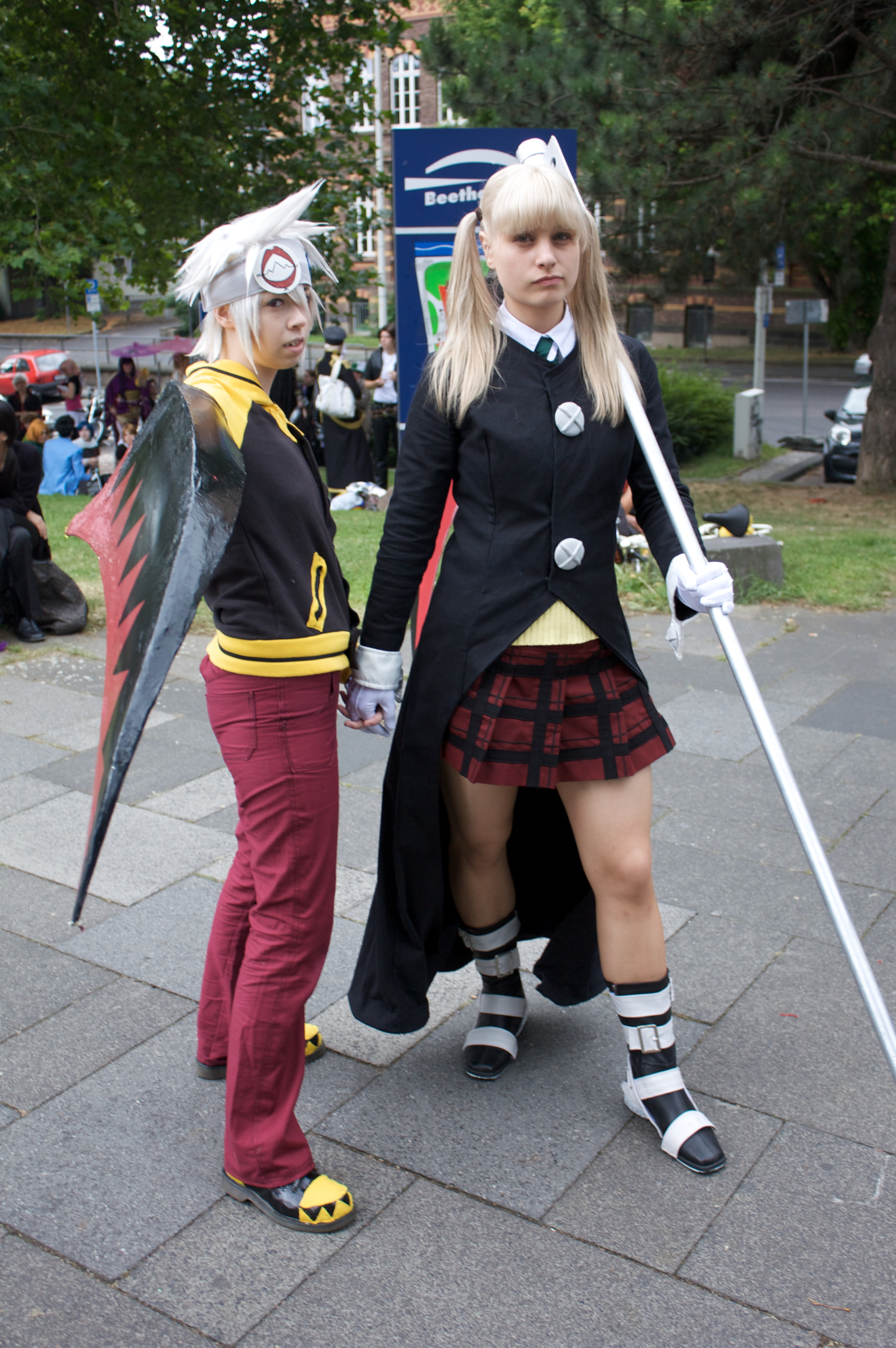
Cosplayers di Soul e Maka

In forma umana, Soul ha i capelli bianchi, gli occhi rossi e denti a punta, aspetto che lo fa somigliare ad un albino. Nel corso della serie animata Soul indossa tre differenti tipi di fasce per capelli: nella prima parte della storia una fascia beige con adesivi e spille, successivamente un cerchietto nero e, in solo un episodio, un cerchietto bianco. Non ama apparire molto elegante, anche se in realtà, quando appare nel suo inconscio, indossa sempre abiti molto formali, dimostrando di tenere comunque al proprio aspetto, poiché un minimo errore lo renderebbe terribilmente "poco fico".
In forma di arma assume l'aspetto di una falce, la cui lama è divisa in due parti da una linea a zig-zag, che riprende il disegno dei denti, ed ha due colori: rosso e nero. I due colori sembrano essere i veri e propri colori di Soul, perché anche gli abiti eleganti che indossa nella sua mente e lo stesso aspetto della stanza del pianoforte, dove si svolgono le scene ambientate nella sua mente, sono neri e rossi. All'estremità, dove la lama è adiacente al manico, c'è un occhio che varia espressione a seconda di come quella di Soul sia in realtà.
Quando Maka attiva l'Eco dell'Anima (chiamato Risonanza dell'Anima nella versione originale dell'anime) l'aspetto di Soul cambia a seconda della tecnica usata dalla sua maestra: con la Majogari (Cacciastreghe) la lama si prolunga anche dall'altra parte del manico, ingigantendosi. L'occhio cambia leggermente e si ingrandisce, sulla falce spunta una specie di bocca e Soul risplende interamente di un bagliore azzurrognolo. Quando Maka attiva la Majingari (Cacciademoni) Soul assume invece un aspetto simile ad un'alabarda: spunta sempre una doppia punta dall'altro lato della lama ma stavolta è molto più piccola, mentre si ingrandisce a dismisura la lama originale. Oltre a ciò, Soul splende di luce biancastra e il suo occhio è caratterizzato dalla comparsa di un simbolo che lo attraversa.
Con la Kishingari (Cacciakishin), infine, Soul si trasforma radicalmente: le sue dimensioni diventano enormi e il suo aspetto impressionante, mentre dalla sua lama fuoriescono molteplici altre lame, di luce splendente multicolore. Questa può essere considerata la forma definitiva di Soul nell'anime, oltre che una delle tecniche più potenti in assoluto, utilizzata solamente durante lo scontro con il primo Kishin Ashura.

### Vizi o fissazioni
Come altri personaggi di Soul Eater, anche Soul ha una fissazione: quella di essere fico. Infatti, ogni cosa che lo circonda e che lo riguarda deve essere fica per non farlo arrabbiare. Odia tutto quello che gli fa ottenere l'esatto contrario di ciò che vuole. Tuttavia, nel manga si vede chiaramente che è il suo unico vizio: è l'unico che non si fa scoraggiare da nessuno dei vizi. Invidia, lussuria, accidia, ira, superbia e avarizia non gli hanno fatto neanche il solletico. Un suo aspetto molto marcato è il fatto che lui sia, in qualche modo, dipendente da un piccolo diavoletto rosso che abita la sua mente e che rappresenta la sua follia. Questo nel manga lo spinge più volte ad usare il sangue nero.

### Ferite e cicatrici
Soul ci dimostra più volte di essere un gentleman molto coraggioso: più volte è infatti stato ferito per proteggere la sua meister. La ferita più importante è comunque quella inflittagli da Crona, presente sia nell'anime che nel manga: una lunga cicatrice lungo tutto il busto, che gli ha segnato dalla spalla sinistra sino al fianco.

### Rapporto con Maka
(Death the Kid, nell’anime di Soul Eater, episodio 22 Il santuario del sigillo. La trappola preparata dall’uomo immortale?)
Soul ha un rapporto speciale con la propria maestra, e questo rapporto sembra andare oltre l'amicizia. Le cicatrici che si è procurato erano quasi d'obbligo in quanto la sua arma. Nonostante i caratteri diametralmente opposti, durante le battaglie lascia emergere il suo lato più umile e le ripete continuamente che la salverebbe, anche a costo della vita, come d'altronde le altre armi per i propri maestri.

## Differenze tra manga e anime
Soul è forse colui che più è stato modificato dal personaggio originale.
Infatti, mentre nell'anime è assolutamente ignota la sua condizione familiare ed economica, nel manga viene sottolineata più volte la sua provenienza da una famiglia molto ricca. Tuttavia, non viveva in sintonia con i propri familiari: nel manga si viene infatti a conoscenza di un certo Wes Evans, fratello maggiore di Soul, e si nota come Wes non perdesse mai l'occasione di oscurarlo, cercando di mettergli sempre i bastoni tra le ruote, ma in maniera elegante. Infatti, i due Evans erano entrambi grandi musicisti, anche se Wes era tenuto più in considerazione: Soul suonava il piano, mentre Wes suonava il violino.

## Storia

### Inizio
Soul appare per la prima volta con Maka Albarn nel capitolo 0a del manga. In Soul Eater, lo scopo principale di ogni arma magica è quello di conquistare 99 anime umane e un'anima di strega per passare al livello successivo e diventare Falce della Morte (Death Schyte). Soul e la sua maestra d'armi erano ad un passo da conquistare questo glorioso podio, e in questa occasione incontrano una ragazza che ha tutti i presupposti per essere una vera strega: Blair. Così, Soul e Maka la uccidono senza alcun riguardo, senza sapere che, in realtà, la dolce Blair non era niente meno che una gatta dai poteri magici, trasformata in umana, e che l'anima di uovo di Kishin era solo una delle sette vite della gattina.
Infatti, Soul si era accorto che qualcosa non andava per il verso giusto: una volta ingerita quella che avrebbe dovuto essere la centesima anima, non era successo niente di particolare, e la trasformazione in Falce della Morte non aveva avuto inizio.
Assieme a Black Star e a Tsubaki Nakatsukasa devono successivamente affrontare un corso di recupero, poiché entrambe le coppie si ritrovano senza anime accumulate. I quattro studenti devono sconfiggere il professor Sid, intenzionato a rendere gli studenti degli zombie come lui, e il dottor Franken Stein, colui che ha ridotto a zombie Sid. I quattro sconfiggono Sid ma sono in seria difficoltà con Stein, che alla fine del combattimento da lui dominato rivela loro che era tutta una messinscena.
Successivamente Soul combatte in coppia con Black Star contro il figlio del Sommo Shinigami, Death the Kid, durante il primo giorno di scuola di questi, venendo sconfitto.

### L'incontro con Crona e il Sangue Nero
Maka e Soul si recano a Firenze per una missione extra-scolastica, nella quale devono sconfiggere Sanson J. Tuttavia Maka si accorge della presenza di un misterioso maestro d'armi in Santa Maria Novella che ha ucciso un gruppo di teppisti e fatto assorbire alla sua arma le loro anime umane.
Intenzionata a fermare le sue azioni, Maka si reca nella basilica con Soul e scoprono che tale maestro si chiama Crona e maneggia la spada demoniaca Ragnarok (per questo è considerato spadaccino demoniaco), che ha reso il sangue del suo maestro nero. Crona è in realtà manovrato dalla strega Medusa, che sta compiendo degli esperimenti sul Sangue Nero.
Maka e Soul tentano di sconfiggere Crona, ma alla fine, per proteggere la propria maestra d'armi che non riusciva più a capire cosa fare, la falce rimane gravemente ferita nello scontro. Stein e il padre di Maka, Spirit Albarn, giungono sul posto e sconfiggono Crona, che però viene messo al sicuro da Medusa. Soul viene ricoverato nell'infermeria della Shibusen: si salva, ma nello scontro è rimasto infetto dal sangue nero e si forma una grossa cicatrice sul petto.
Questo fatto rende i due studenti oggetto di studio della strega Medusa, la quale pianifica uno scontro tra Free, il licantropo immortale da lei liberato tramite la strega Elka Frog, e Maka con Soul.
Dopo tali avvenimenti, sia Maka che Soul partecipano al Super Esame Scritto, che Maka supera con il massimo del punteggio.

### La battaglia contro Medusa e il risveglio di Ashura
Soul partecipa con Maka alla festa per l'anniversario della fondazione della Shibusen. Durante la festa Medusa con i suoi alleati si introduce nella scuola intenzionata a risvegliare il primo Kishin, Ashura, rinchiuso nei sotterranei della scuola. Con un incantesimo di Free, Shinigami e tutti i maestri d'armi ed insegnanti rimangono intrappolati per circa mezz'ora. Tutti tranne i protagonisti, Stein e Spirit, i quali grazie a Sid riescono a raggiungere i sotterranei prima della magia. Nei sotterranei Maka affronta con Soul nuovamente il maestro d'armi Crona. Stavolta, con l'aiuto del Sangue Nero e della sua lunghezza d'onda anti-demone, la studentessa riesce a capire lo stato d'animo di Crona e a farlo uscire dalla sua tristezza. Successivamente tenta di fermare il Kishin ed impedirgli la fuga, ma non ci riesce.

### Il risveglio dell'Aracnophobia
Dopo che Crona è stato accettato come studente della Shibusen, Soul e Maka partono con lei per la Repubblica Ceca per fermare un Golem impazzito a causa dell'onda di follia del Kishin. In realtà è tutta una trappola: infatti tale onda ha fatto risvegliare uno dei più forti e antichi nemici di Shinigami, la strega Arachne. Un'arma fedele servitrice di Archne e manipolatrice di Golem, Giriko, capace di mutare in motosega, combatte con gli studenti della Shibusen. La battaglia è dura e persino il Sangue Nero fatica a sopportare i colpi dell'arma motosega. Giunge così su ordine di Shinigami, la falce della morte Justin Law, che salva i ragazzi. La strega Arachne e Giriko si ritirano verso il Castello di Baba Yaga.

### La battaglia per il Brew
Nella battaglia contro l'Arachnofobia per recuperare il Brew, Soul e Maka si ritrovano con Death the Kid, Patricia "Patty" Thompson ed Elizabeth "Liz" Thompson nel Campo Magnetico, per recuperare Franken Stein e la professoressa Marie Mjolnir, la sua partner. Dopodiché, una volta incontrati e fatti ritornati indietro i due, hanno provato a recuperare l'artefatto demoniaco di Eibon, venendo ostacolati da Mosquito. Dopo una lunga lotta nella quale i ragazzi utilizzano a fondo le loro doti con la risonanza a catena, Mosquito riesce a fuggire e il gruppo fallisce la missione.

### Dopo la guerra per il Brew (nell'anime)
Alla fine, Maka, Soul e gli altri combattono contro Ahsura, il primo Kishin.
Ashura è troppo potente e riesce a mettere al tappeto tutti, persino Maka e Soul; tuttavia, Maka si alza in piedi e combatte sola contro il Kishin.

### Dopo la guerra per il Brew (nel manga)
Infine, Maka e Soul sconfiggono Arachne e acquistano, così, l'ultima anima per completare la procedura per divenire Falce della Morte.

## Curiosità
- Soul può essere considerato "yin senpaku", letteralmente dal giapponese "tre bianchi". Infatti, nel caso del sopracitato, il bianco è visibile non solo ai lati dell'iride, ma anche sotto. La cosa può anche avere un collegamento diretto con alcuni disturbi di Soul, come incubi frequenti o malumore quasi costante.
- Il suo cognome, Evans, è dovuto al grande Bill Evans, con il quale Soul ha in comune la passione per il pianoforte.
- Il suo nome, Soul, tradotto letteralmente dall'inglese significa "anima", mentre Eater significa "divoratore". Insieme prende il significato di "Mangiatore di Anime", e ciò può essere un collegamento con il suo essere "divoratore" di anime umane.